# Eupithecia inexercita
Eupithecia inexercita är en fjärilsart som beskrevs av András Vojnits 1982. Eupithecia inexercita ingår i släktet Eupithecia och familjen mätare. Inga underarter finns listade i Catalogue of Life.